# Філіпп I (граф Фландрії)
Філіпп I Ельзаський (бл. 1136  — 1 липня 1191) — граф Фландрський з 1168, граф Вермандуа і Валуа з 1167 (до 1185 року по праву дружини, з 1185 титулярний), син Теодоріха I та його другої дружини Сибіли Анжуйської, дочки Фулька V, графа Анжуйського і короля-співправителя Єрусалима. Час його правління вважається вершиною графської влади в Фландрії.
Політика Філіппа характеризується сильною урбанізацією. Він перетворив графство на сучасну державу, внісши докорінні зміни в судовій галузі (оновлення кримінального законодавства, визначення судових службовців). Він підтримує низку чудових економічних ініціатив, таких як заснування портів Гравлін, Ньївпорт, Дамме та Бірвлет.
Філіпп був грамотним правителем, його двір став важливим культурним центром. Він був покровителем Кретьєна де Труа, який присвятив йому свою останню роботу «Повість про Ґрааль». Граф багато подорожує, але, як правило, проживає у замку Вінендале разом зі своїм двором. У 1180 році в Генті, на місці колишнього замку Балдуїна I, Філіпп збудував Грейвенстін (замок графів Фландрії), а Гент почав розвиватися як столиця графства.
Філіпп перебував у збройному конфлікті з французьким королем Філіппом II. Попри дорогу війну та перемогу французького короля, Фландрія не зупинила свого економічного підйому (про що свідчить кількість громадських статутів, які підписав граф). Коли Філіпп помер, графство перебувало в стані безпрецедентного процвітання.

## Біографія
Смерть старшого брата на початку 1150-х років зробила Філіппа спадкоємцем графства.
Його батько, Теодоріх Ельзаський, в 1157–1159 і в 1164–1166 виїжджав у  Святу землю, залишаючи Філіппа правителем Фландрії. До цього часу відносять конфлікт з графом Голландії Флорісом III, який утискав фландрських купців. У відповідь Філіпп здійснив військовий похід на володіння Флоріса, розоривши Беверен. Війна продовжилася в 1163 році. Фландрською армією керували Філіпп і його молодший брат  Матьє, що став завдяки шлюбу графом Булоні. У війні на боці Фландрії брав участь також Готфрід III Лювенський. У результаті Флоріс у 1165 потрапив у полон і перебував до 1167 року в ув'язненні в монастирі Святого Доната. У 1167 році був підписаний мир, який гарантував вільну торгівлю фламандським купцям в Голландії. Крім того, Флоріс визнавав права Фландрії на ряд ленів. Також у 1164 році Філіп зустрівся в Ахені з імператором Фрідріхом I, отримавши від нього в льон Камбре і отримав підтвердження прав на імперську Фландрію.
У 1156 році батько одружив його із Єлизаветою Вермандуа, що дозволило йому в 1167 успадкувати графство Вермандуа. Завдяки цьому територія Фландрії досягла максимальних розмірів.
Після смерті батька в 1168 році Філіпп став єдиновладним правителем.
Однією з проблем, що займала Філіппа, була проблема успадкування в Фландрії. Законних дітей у нього не було. Його брати померли раніше, не залишивши дітей. У підсумку в 1177 Філіпп призначив спадкоємицею свою сестру Маргариту та її чоловіка Балдуїна V (графа Ено). У тому ж році Філіпп прийняв хрест і вирушив до Святої землі. Там йому, пам'ятаючи благочестя батька, пропонували стати регентом  Єрусалимського королівства, однак Філіп від цього відмовився.
Після повернення Філіпа до Франції, хворий король  Людовик VII призначив його опікуном свого сина Філіппа, коронованого 1 листопада 1179. Для того, щоб ще більше зміцнити свої відносини з Людовиком VII, Філіп Ельзаський запропонував руку своєї племінниці Ізабелли Ено його синові Філіппу, необережно пообіцявши йому як придане Артуа. Після смерті Людовика VII в 1180 році молодий король Філіпп швидко звільнився від опіки. Незабаром розгорівся збройний конфлікт, що спустошив Іль-де-Франс і  Пікардію. Після цього король Філіпп II намагався уникати боїв, воліючи діяти політичним шляхом. Він зміг перетягнути на свій бік тестя, Бодуена V де Ено, посваривши його з Філіппом Ельзаським. Додатково конфлікт загострила смерть у 1183 році Єлизавети, дружини Філіпа Ельзаського, після чого король Філіпп II від імені  Елеонори, сестри Єлизавети, захопив Вермандуа.
Тільки в 1186 році Філіпп Ельзаський, побоюючись бути затиснутим між Францією і Ено, уклав мир з королем Франції, підписаний 10 травня в Аррасі. За підсумками договору Філіп визнав передачу Вермандуа королю, однак до самої смерті міг носити титул графа Вермандуа, а також зберіг кастелянства Сен-Кантен, Перонн і Гам.  

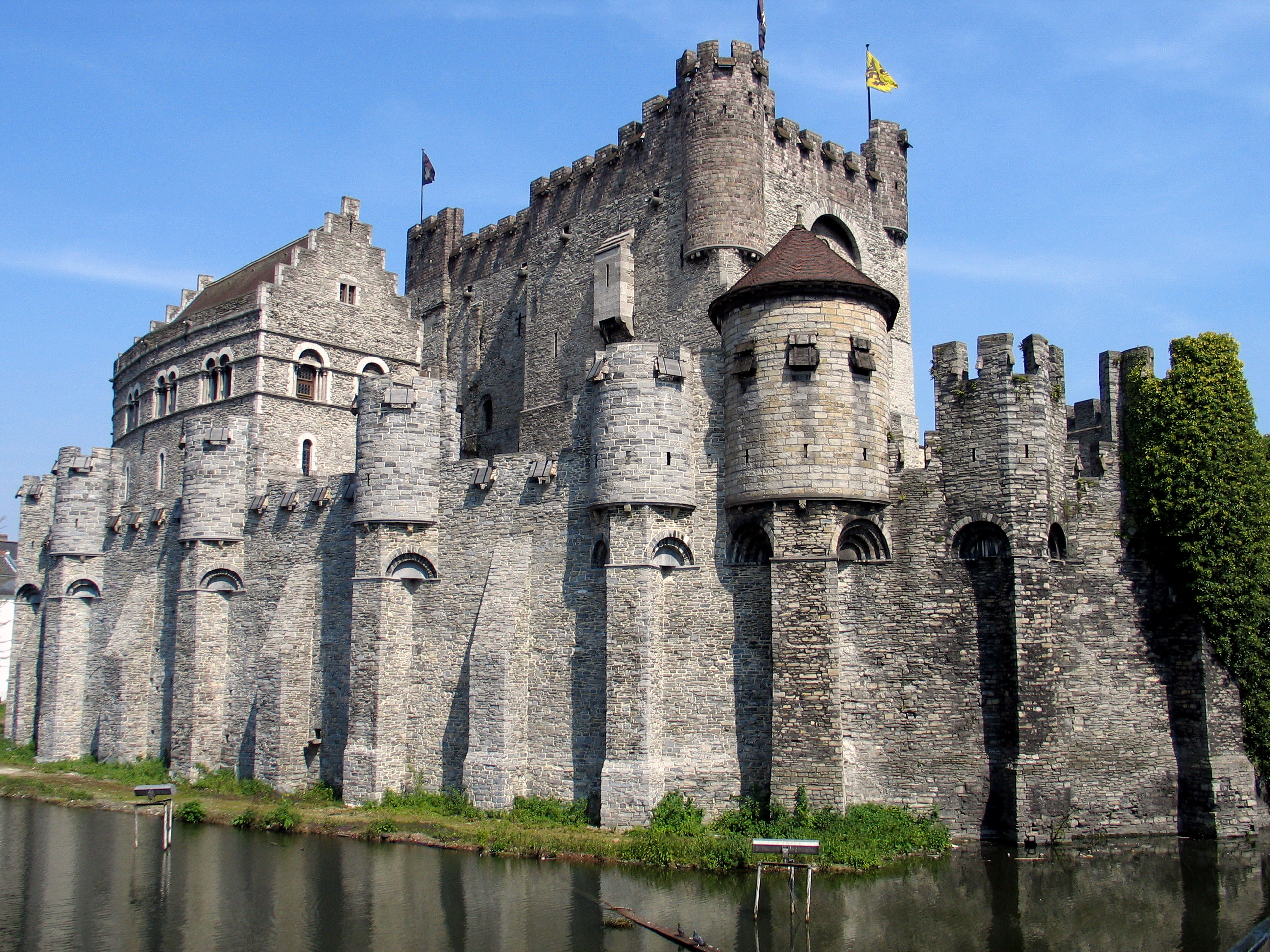
Замок графів Фландрії, побудований при Філіппі Ельзаському

Попри війну, зростання економіки Фландрії не сповільнилося. Наприкінці правління Філіпа країна переживала надзвичайний економічний підйом.
У 1190 році Філіпп вирушив у Третій хрестовий похід, приєднавшись до армії французького короля вже в Святій землі. Однак після прибуття в Сен-Жан д'Акр він став жертвою епідемії чуми і помер 1 липня 1191. Його друга дружина, Тереза Португальська, доставила тіло до Франції і поховала його в Клерво. Фландрію ж успадкувала сестра Філіппа, Маргарита.

## Родина
1-а дружина (з 1156)  — Єлизавета де Вермандуа (1143—1183), дочка  Рауля I, графа Вермандуа і Валуа, і Аліси (Петроніли) Аквітанської.
Діти: не було.
2-а дружина (з 1183) — Тереза Португальська (1157 —1218), дочка Афонсу I, короля Португалії
Діти: не було
Бастарди — (у Філіппа був один незаконний син від невідомої коханки):
- Теодоріх Фландрський (пом. після 1207), хрестоносець.